# Casti-Wergenstein
Casti-Wergenstein (en romanche Casti-Vargistagn, en italiano Castello-Vergasteno) era una comuna suiza del cantón de los Grisones, situada en la región de Viamala. Limitaba  al norte con la comuna de Mathon, al este con Donat, al sureste con Andeer, al sur con Sufers, y al oeste con Safien. El 1 de enero de 2021 se fusionó con las antiguas comunas de Donat, Lohn y Mathon para conformar la nueva comuna de Muntogna da Schons.